# Tenchi muyō! Game-hen
Tenchi muyō! Game-hen (天地無用!げーむ編?, Tenchi muyō! Gēmu-hen), anche conosciuto come Tenchi muyō! RPG, è un videogioco di ruolo alla giapponese sviluppato e distribuito dalla Banpresto per Super Famicom e pubblicato il 27 ottobre 1995.

## Modalità di gioco
Tenchi muyō! Game-hen è un videogioco strategico a turni sviluppato con grafica in prospettiva isometrica. Il gioco si concentra esclusivamente sui combattimenti contro mostri all'interno dei mondi che il giocatore man mano esplora. tali ambienti sono sviluppati attraverso percorsi lineari con battaglie predeterminate, in cui il giocatore non ha la possibilità di vagare liberamente o interagire all'interno di essi.
Il gioco ha un totale di dodici personaggi giocabili: Tenchi, Ryoko, Ayeka, Mihoshi, Sasami, Misuki, Ryo-Ohki, Katsuhito, Yukinojyo, Azaka, Kamidake e Washu. Il giocatore inizia la partita con i primi quattro di loro, acquisendo gli altri più avanti nel gioco, visitando nuove lacation. Come in ogni videogioco di ruolo, ogni personaggio ha colpi speciali distintivi, abilità e caratteristiche specifiche. A differenza degli altrigiochi di ruolo, però i personaggi avanzano di livello non i base ai punti di esperienza accumulati ma in base al numero di nemici sconfitti. In totale ogni personaggio può scalare otto livelli. Durante ogni battaglia il giocatore può scegliere di schierare al massimo quattro personaggi, e l'incontro va avanti fino a che tutti i membri di uno schieramento sono stati eliminati.

## Trama
In una giornata come tante altre, Tenchi, Ryoko, Ayeka, Mihoshi ed Ryo-Ohki sono seduti a tavola aspettando che Sasami finisca di preparare la colazione. Rendendosi conto che Washu non è presente, Sasami e Ryo-Ohki vanno a cercarla. Poco tempo dopo essere usciti, casa Masaki inizia a produrre una luce abbagliante, dal quale si materializzano orribili mostri.
Dopo aver combattuto e sconfitto gli invasori, il gruppo viene avvicinato da Mizuki, una misteriosa ragazza che spiega loro il motivo della sua visita: testare e misurare la forza di ognuno. Mizuki è responsabile della sparizione di Washu ed ha in ostaggio anche Sasami. Insieme alla piccola principessa Mizuki si teletrasporta a bordo della propria astronave, ma Tenchi, Ryoko e gli altri si metteranno immediatamente sulle sue tracce.